# Ян Гайдош
Ян Гайдош (чеськ. Jan Gajdoš, 27 грудня 1903, Брно — 19 листопада 1945, Брно) — чехословацький гімнаст, призер олімпійських ігор, чемпіон світу.
Син — Павел Гайдош, чехословацький гімнаст, учасник Олімпійських ігор 1960 та 1964.

## Біографічні дані
Ян Гайдош у молодості захоплювався футболом, але потім зосередився на гімнастиці.
На чемпіонаті світу 1926 Ян Гайдош досяг великого успіху, завоювавши золоту медаль у командному заліку та срібні у вправах на брусах та на коні.
Ян Гайдош виграв на Олімпіаді 1928 срібну медаль у командному заліку. В абсолютному заліку він зайняв 13-те місце. Також посів 33-тє місце на перекладині, 10-те — на коні, 4-те — у вправах на брусах, 8-е — у вправах на кільцях, 12-те — в опорному стрибку.
На чемпіонаті світу 1930 Гайдош завоював золоту медаль у командному заліку, срібну — в індивідуальному заліку, бронзові — у вправах на кільцях та на коні.
1931 року у Парижі на міжнародних змаганнях, присвячених 50-річчю FIG, завоював бронзову медаль в індивідуальному заліку.
Через всесвітню економічну кризу і відсутність фінансування з боку чехословацького уряду Гайдош не потрапив на Олімпіаду 1932.
На чемпіонаті світу 1934 Ян Гайдош завоював срібну медаль у командному заліку.
На Олімпіаді 1936 Ян Гайдош залишився без нагород, зайнявши 4-те місце в командному заліку, 27-ме — в індивідуальному заліку та найвище з індивідуальних вправ — 13-те місце у вільних вправах.
На чемпіонаті світу 1938 Ян Гайдош досяг найбільшого успіху, завоювавши золоті медалі у командному заліку, індивідуальному та у вільних вправах.
Під час Другої світової війни Гайдош брав участь у чеському русі опору, за що потрапив до в'язниці, де зазнав катувань від гестапівців. При наближенні Східного фронту німці відправили в'язнів у «марш смерті» до так званого «трудового табору» у Цвікау. Гайдош пережив марш, але помер невдовзі після закінчення війни і звільнення.